# بی‌اواچ‌دی (روان‌گردان)
بی‌اواچ‌دی (روان‌گردان) (به انگلیسی: BOHD (psychedelic)) با فرمول شیمیایی C۱۱H۱۷NO۳ یک ترکیب شیمیایی است؛ که جرم مولی آن ۲۱۱٫۲۶ g/mol می‌باشد.